# Monika Dikow
Monika Dikow również jako Monika Dikow-Iwanow (ur. 7 listopada 1984) – polska judoczka.
Była zawodniczka KS Gwardia Bielsko-Biała (1998-2007). Dwukrotna brązowa medalistka mistrzostw Polski seniorek w kategorii do 52 kg (2004, 2005). Ponadto m.in. dwukrotna młodzieżowa mistrzyni Polski (2005, 2006) oraz mistrzyni Polski juniorek 2005. 